# Disco Voador (álbum de Giulia Be)
Disco Voador (estilizada em letras maiúsculas) é o álbum de estreia da cantora brasileira Giulia Be, lançado em 22 de novembro de 2022, através da Warner Music Brasil. Be gravou o projeto entre 2021 e 2022 em estúdios situados no Brasil e Estados Unidos, sendo produzido por Paul Ralphes em conjunto com Caleb Calloway, DallasK e Johnny Echo. Musicalmente, Disco Voador é um álbum de pop e disco dividido em três partes: Lado A-lien, Lado B-E e Multiverso.
Em junho de 2023, Be anunciou uma edição deluxe do álbum com data de lançamento prevista para 13 de julho. Com a nova versão, foi adicionado mais duas partes ao disco: Lado C-osmos e Lado D-elorean.

## Lançamento e promoção
Giulia Be anunciou a data de lançamento do álbum em 13 de outubro de 2022. Ela revelou o nome e a capa do álbum em 8 de novembro de 2022. Disco Voador foi lançado em 22 de novembro de 2022, através da Warner Music Brasil. Foi disponibilizado para download digital e streaming.

### Singles
Seis singles foram lançados em suporte a Disco Voador. O primeiro single, "Lokko", foi lançado em 10 de junho de 2021. Um videoclipe dirigido por Bruno Ilogti foi lançado no dia seguinte. O segundo single, "Pessoa Certa Hora Errada", foi lançado em 9 de setembro de 2021, com um videoclipe dirigido pela própria Giulia Be lançado no dia seguinte. Na parada de singles de Portugal, a canção alcançou a décima posição. "Show", o terceiro single, foi lançado em 16 de dezembro de 2021. Em 25 de fevereiro de 2022, "2 Palabras" foi lançada como o quarto single, com um videoclipe de acompanhamento dirigido por Harold Jimenez. O quinto single, "FBI", foi lançado em 5 de maio de 2022, com um videoclipe de acompanhamento dirigido por Giovanni Bianco. Em 29 de setembro de 2022, "Desficava" foi lançada como o sexto single. Seu videoclipe dirigido por Felipe Gomes e Gabi Lisboa foi lançado em 13 de outubro de 2022. A faixa "Matching Tattoo", lançada originalmente com o álbum, foi relançada no Apple Music como single em 2 de março de 2023, data que o videoclipe foi publicado."Perfeita" foi anunciado para 21 de junho como primeiro e único single da versão deluxe.

## Recepção

### Crítica profissional
Disco Voador foi recebido com críticas majoritariamente positivas pelos profissionais especializados. Mauro Ferreira, do portal g1, notou que a sonoridade do disco "reprocessa influências da disco music dos anos 1970 e da Tropicália", acrescentando que, através dele, ressoa como a primeira obra conceitual realizada em estúdio pela intérprete. Jornalista do Estadão, Daniel Silveira definiu as canções do material como "solares" e "invernais", acrescentando que é uma equilibração entre melancolia e felicidade. A presença das faixas em língua castelhana e inglesa foi elogiada por Matheus de Carvalho, do POPline, caracterizando como mais uma característica talentosa e versátil da artista. Juliana Reis, do jornal O Dia, também foi positiva em sua revisão, considerando que em Disco Voador tem "uma estética muito bem estruturada" e notou semelhanças com o filme Depois do Universo — protagonizado por Giulia. A edição brasileira da Rolling Stone descreveu as cincos primeiras faixas do material como "bastante animadas" e dirigidas ao gênero disco club, seguidas por canções que apresentam uma versão [da artista] mais altruísta e sentimental.

## Lista de faixas
| Disco Voador — Edição padrão |                            |                                                                 |                |         |  |
| N.º                          | Título                     | Compositor(es)                                                  | Produtor(es)   | Duração |  |
| 1.                           | "Brasil Tá em Festa!"      | Giulia Be Danyel Marinho                                        | Paul Ralphes   | 2:23    |  |
| 2.                           | "FBI"                      | G. Be D. Marinho                                                | P. Ralphes     | 3:37    |  |
| 3.                           | "A Gnt N Ta Jnt"           | G. Be D. Marinho                                                | P. Ralphes     | 2:36    |  |
| 4.                           | "Lokko"                    | Arthur Marques D. Marinho G. Be Ibere Fortes Rodrigo Gorky Zebu | P. Ralphes     | 2:43    |  |
| 5.                           | "Planeta Marte"            | G. Be D. Marinho                                                | P. Ralphes     | 2:58    |  |
| 6.                           | "Aviso de Amigo:"          | G. Be                                                           | P. Ralphes     | 2:21    |  |
| 7.                           | "Desficava"                | G. Be                                                           | P. Ralphes     | 2:33    |  |
| 8.                           | "Tempo"                    | G. Be                                                           | P. Ralphes     | 2:45    |  |
| 9.                           | "Pessoa Certa Hora Errada" | G. Be D. Marinho                                                | P. Ralphes     | 2:44    |  |
| 10.                          | "Show"                     | G. Be D. Marinho                                                | P. Ralphes     | 3:23    |  |
| 11.                          | "Psi Lo Sabe"              | G. Be Caleb Calloway Chris Chill                                | C. Calloway    | 2:38    |  |
| 12.                          | "2 Palabras"               | G. Be Gale Luis Salazar                                         | Johnny Echo    | 2:55    |  |
| 13.                          | "Matching Tattoo"          | G. Be C. Chill                                                  | DallasK        | 2:23    |  |
| Duração total:               | Duração total:             | Duração total:                                                  | Duração total: | 36:05   |  |

| Disco Voador — Edição deluxe |                                    |                                                       |                                     |         |  |
| N.º                          | Título                             | Compositor(es)                                        | Produtor(es)                        | Duração |  |
| 14.                          | "Perfeita"                         | G. Be D. Marinho                                      | P. Ralphes                          | 3:15    |  |
| 15.                          | "Volta Pra Cama"                   | G. Be                                                 | P. Ralphes                          | 2:36    |  |
| 16.                          | "Tarde Demais"                     | G. Be D. Marinho                                      | P. Ralphes                          | 2:36    |  |
| 17.                          | "Jantar de Família" (com Clarissa) | G. Be D. Marinho                                      | P. Ralphes                          | 3:25    |  |
| 18.                          | "Fique Bem!" (com Papatinho)       | G. Be                                                 | Papatinho                           | 3:16    |  |
| 19.                          | "Inesquecível" (com Luan Santana)  | G. Be Jonathan Julca David Julca C. Chil Clips X Ahoy | P. Ralphes Jean Rodríguez           | 3:06    |  |
| 20.                          | "Inolvidable"                      | G. Be Jonathan Julca David Julca C. Chil Clips X Ahoy | Clips X Ahoy Ronald Villamizar XAXO | 3:06    |  |
| 21.                          | "Beyond the Universe"              | G. Be                                                 | Ed Côrtes                           | 3:03    |  |
| 22.                          | "Depois do Universo"               | G. Be                                                 | Ed Côrtes                           | 3:03    |  |
| Duração total:               | Duração total:                     | Duração total:                                        | Duração total:                      | 1:03:00 |  |

## Histórico de lançamento
| Região | Data                   | Formato(s)                 | Edição | Gravadora(s) | Ref.   |
| ------ | ---------------------- | -------------------------- | ------ | ------------ | ------ |
| Mundo  | 22 de novembro de 2022 | Download digital streaming | Padrão | Warner       | [ 9 ]  |
| Mundo  | 13 de julho de 2023    | Download digital streaming | Deluxe | Warner       | [ 27 ] |